# Andrés Escobar
Andrés Escobar Saldarriaga (Medellín, 1967. március 13. – Medellín, 1994. július 2.) kolumbiai válogatott labdarúgó. Az 1994-es labdarúgó-világbajnokságot követően gyilkosság áldozata lett.

## Pályafutása
A Medellini Atlético Nacionalban kezdte pályafutását. Megfordult Svájcban a Young Boys csapatánál, aztán ismét az Atléticót erősítette. Részt vett az 1990-es és az 1994-es labdarúgó-világbajnokságon. A válogatottban egy gólt szerzett Anglia ellen 1988-ban a Wembley-ben, illetve egy öngólt az 1994-es világbajnokságon az Amerikai Egyesült Államok elleni csoportmérkőzésen.

## Halála
1994. július 2-án Escobart lelőtték Medellínben az El Indio nevű bár melletti parkolóban. Escobar barátnője elmondása szerint a gyilkos azt kiáltotta, hogy „Gooooooooooool!” (a dél-amerikai kommentátorok szokták ezt mondani a gólok után) és 12-szer sütötte el a fegyverét. Sokan azt gondolták, a gyilkos pusztán az öngól miatt ölte meg Escobart, de valószínűbb, hogy nem önszántából tette, hanem felbérelték olyanok, akik sok pénzt veszítettek azon, hogy Kolumbia nem érte el a nyolcaddöntőt a világbajnokságon.

## Gyilkosa
Humberto Muñoz Castrót bűnösnek találták 1995-ben és 43 évig tartó szabadságvesztésre ítélték. Később mérsékelték a büntetését 26 évre. 2005-ben azonban visszanyerte szabadságát, úgymond „jó magaviseletet” tanúsított.

## Sikerei, díjai
Atlético Nacional
- Kolumbiai bajnok (1): 1991
- Copa Libertadores győztes (1): 1989
- Copa Interamericana győztes (1): 1989
- Interkontinentális kupa döntős (1): 1989